# Федеральні судові округи США

Мапа меж юрисдикції федеральних апеляційних судів США (показані кольором) та федеральних судових округів (розділені лініями). Майже всі судові округи знаходиться в межах одного штату, в деяких штатах є декілька таких округів.

Федеральні судові округи США були створені Конгресом у федеральній судовій системі США задля її децентралізації (тобто щоб розвантажити Верховний суд США, залишивши деякі справи на розгляд на рівні округів). Наразі існує 94 федеральних судових округи, серед них як мінімум по одному в кожному штаті, а також у Федеральному окрузі Колумбія та в Пуерто-Рико. Три території США мають окружні суди які розглядають справи федеральної юрисдикції, включно із справами щодо банкрутства: Американські Віргінські Острови, Гуам та Північні Маріанські Острови. Межі всіх судових округів описані в Кодексі Сполучених Штатів (28 U.S.C. §§ 81–131).
Федеральні судові округи також були створені у Федеральному окрузі Колумбія та в Пуерто-Рико. Суди на інших острівних територіях США є територіальними судами відповідно до статті I Конституції США, вони не є федеральними окружними судами, хоч і мають таку саму юрисдикцію.
Тільки два федеральних судових округи виходять за межі свого штату:
1. Судовий округ Вайомінга містить всю територію Єллоустоунського національного парку, який простягається також на територію штатів Монтана та Айдахо.
2. Судовий округ Гаваїв містить також території атолів Мідвей і Пальміра, а також численних незаселених островів в Тихому океані, які належать уряду США.

Кожний федеральний судовий округ має свій федеральний окружний суд, юрисдикція якого якраз поширюється на територію округу, а також свій федеральний суд із банкрутства. Ці суди мають власних суддів, судових секретарів, судових репортерів та інший персонал, найнятий судовою гілкою влади, нагляд за якими здійснює Адміністрація судів США у Вашингтоні. Також в кожному окрузі є свій федеральний прокурор, який є представником федерального уряду в своєму окрузі, до його обов'язків входить представлення сторони обвинувачення у кримінальних справах та представлення федерального уряду і його працівників у суді під час розгляду судових позовів проти них. Федеральні прокурори не належать до судової гілки влади, вони є працівниками Міністерства юстиції США, яке належить до виконавчої гілки влади. Також наявні федеральні громадські захисники, які представляють осіб звинувачених у федеральних злочинах, які не можуть собі дозволити приватного адвоката. До кожного федерального судового округу прикріплений федеральний маршал, який обслуговує судову систему округу, і він зі своїми помічниками є чимось наближеним до судових приставів.
Федеральні окружні суди мають свої основні місця розташування, часто в столиці штату або в найбільшому місті округ, а також додаткові в інших містах.
Між 1790 і 1840 роками офіси федеральних судових округів також відповідали за перепис населення в своїх округах, їх проведення далі доручалося Службі маршалів США. Після ухвалення Закону про переписи населення 1840 року для цього був утворений спеціальний орган виконавчої влади, який зараз називається Бюро перепису населення США.

## Список округів
| Апеляційний округ | Штат / територія           | Судовий округ               | Основне місце розташування | Мапа |
| ----------------- | -------------------------- | --------------------------- | -------------------------- | ---- |
| 1                 | Массачусетс                | Массачусетс                 | Бостон                     | Мапа |
| 1                 | Мен                        | Мен                         | Портленд                   | Мапа |
| 1                 | Нью-Гемпшир                | Нью-Гемпшир                 | Конкорд                    | Мапа |
| 1                 | Род-Айленд                 | Род-Айленд                  | Провіденс                  | Мапа |
| 1                 | Пуерто-Рико                | Пуерто-Рико                 | Сан-Хуан                   | Мапа |
| 2                 | Вермонт                    | Вермонт                     | Берлінгтон                 | Мапа |
| 2                 | Коннектикут                | Коннектикут                 | Нью-Гейвен                 | Мапа |
| 2                 | Нью-Йорк                   | Північний Нью-Йорк          | Олбані                     | Мапа |
| 2                 | Нью-Йорк                   | Південний Нью-Йорк          | Мангеттен (Нью-Йорк)       | Мапа |
| 2                 | Нью-Йорк                   | Східний Нью-Йорк            | Бруклін (Нью-Йорк)         | Мапа |
| 2                 | Нью-Йорк                   | Західний Нью-Йорк           | Баффало                    | Мапа |
| 3                 | Делавер                    | Делавер                     | Вілмінгтон                 | Мапа |
| 3                 | Нью-Джерсі                 | Нью-Джерсі                  | Ньюарк                     | Мапа |
| 3                 | Пенсільванія               | Східна Пенсильванія         | Філадельфія                | Мапа |
| 3                 | Пенсільванія               | Середня Пенсильванія        | Гаррісберг                 | Мапа |
| 3                 | Пенсільванія               | Західна Пенсильванія        | Піттсбург                  | Мапа |
| 4                 | Вірджинія                  | Схід Вірджинії              | Александрія                | Мапа |
| 4                 | Вірджинія                  | Захід Вірджинії             | Роенок                     | Мапа |
| 4                 | Західна Вірджинія          | Північ Західної Вірджинії   | Мартінсбург                | Мапа |
| 4                 | Західна Вірджинія          | Південь Західної Вірджинії  | Чарлстон                   | Мапа |
| 4                 | Меріленд                   | Меріленд                    | Балтимор                   | Мапа |
| 4                 | Північна Кароліна          | Схід Північної Кароліни     | Ралі                       | Мапа |
| 4                 | Північна Кароліна          | Середина Північної Кароліни | Ґрінсборо                  | Мапа |
| 4                 | Північна Кароліна          | Захід Північної Кароліни    | Шарлотт                    | Мапа |
| 4                 | Південна Кароліна          | Південна Кароліна           | Чарлстон                   | Мапа |
| 5                 | Луїзіана                   | Східна Луїзіана             | Новий Орлеан               | Мапа |
| 5                 | Луїзіана                   | Середня Луїзіана            | Батон-Руж                  | Мапа |
| 5                 | Луїзіана                   | Західна Луїзіана            | Шривпорт                   | Мапа |
| 5                 | Міссісіпі                  | Північний Міссісіпі         | Оксфорд                    | Мапа |
| 5                 | Міссісіпі                  | Південний Міссісіпі         | Джексон                    | Мапа |
| 5                 | Техас                      | Північний Техас             | Даллас                     | Мапа |
| 5                 | Техас                      | Південний Техас             | Х'юстон                    | Мапа |
| 5                 | Техас                      | Східний Техас               | Тайлер                     | Мапа |
| 5                 | Техас                      | Західний Техас              | Сан-Антоніо                | Мапа |
| 6                 | Кентуккі                   | Східний Кентуккі            | Лексінгтон                 | Мапа |
| 6                 | Кентуккі                   | Західний Кентуккі           | Луїсвілл                   | Мапа |
| 6                 | Мічиган                    | Східний Мічиган             | Детройт                    | Мапа |
| 6                 | Мічиган                    | Західний Мічиган            | Гранд-Репідс               | Мапа |
| 6                 | Огайо                      | Північний Огайо             | Клівленд                   | Мапа |
| 6                 | Огайо                      | Південний Огайо             | Колумбус                   | Мапа |
| 6                 | Теннессі                   | Східний Теннессі            | Ноксвіль                   | Мапа |
| 6                 | Теннессі                   | Середній Теннессі           | Нашвілл                    | Мапа |
| 6                 | Теннессі                   | Західний Теннессі           | Мемфіс                     | Мапа |
| 7                 | Вісконсин                  | Східний Вісконсин           | Мілвокі                    | Мапа |
| 7                 | Вісконсин                  | Західний Вісконсин          | Медісон                    | Мапа |
| 7                 | Іллінойс                   | Північний Іллінойс          | Чикаго                     | Мапа |
| 7                 | Іллінойс                   | Центральний Іллінойс        | Спрингфілд                 | Мапа |
| 7                 | Іллінойс                   | Південний Іллінойс          | Іст-Сент-Луїс              | Мапа |
| 7                 | Індіана                    | Північна Індіана            | Саут-Бенд                  | Мапа |
| 7                 | Індіана                    | Південна Індіана            | Індіанаполіс               | Мапа |
| 8                 | Айова                      | Північна Айова              | Сідар-Рапідс               | Мапа |
| 8                 | Айова                      | Південна Айова              | Де-Мойн                    | Мапа |
| 8                 | Арканзас                   | Східний Арканзас            | Літл-Рок                   | Мапа |
| 8                 | Арканзас                   | Західний Арканзас           | Форт-Сміт                  | Мапа |
| 8                 | Міннесота                  | Міннесота                   | Міннеаполіс                | Мапа |
| 8                 | Міссурі                    | Східний Міссурі             | Сент-Луїс                  | Мапа |
| 8                 | Міссурі                    | Західний Міссурі            | Канзас-Сіті                | Мапа |
| 8                 | Небраска                   | Небраска                    | Омаха                      | Мапа |
| 8                 | Південна Дакота            | Південна Дакота             | Бісмарк                    | Мапа |
| 8                 | Північна Дакота            | Північна Дакота             | Су-Фолс                    | Мапа |
| 9                 | Айдахо                     | Айдахо                      | Бойсі                      | Мапа |
| 9                 | Аляска                     | Аляска                      | Анкоридж                   | Мапа |
| 9                 | Аризона                    | Аризона                     | Фінікс                     | Мапа |
| 9                 | Вашингтон                  | Східний Вашингтон           | Спокен                     | Мапа |
| 9                 | Вашингтон                  | Західний Вашингтон          | Сіетл                      | Мапа |
| 9                 | Гаваї                      | Гаваї                       | Гонолулу                   | Мапа |
| 9                 | Каліфорнія                 | Північна Каліфорнія         | Сан-Франциско              | Мапа |
| 9                 | Каліфорнія                 | Східна Каліфорнія           | Сакраменто                 | Мапа |
| 9                 | Каліфорнія                 | Центральна Каліфорнія       | Лос-Анджелес               | Мапа |
| 9                 | Каліфорнія                 | Південна Каліфорнія         | Сан-Дієго                  | Мапа |
| 9                 | Монтана                    | Монтана                     | Міссула                    | Мапа |
| 9                 | Невада                     | Невада                      | Лас-Вегас                  | Мапа |
| 9                 | Орегон                     | Орегон                      | Портленд                   | Мапа |
| 10                | Вайомінг                   | Вайомінг                    | Шаєнн                      | Мапа |
| 10                | Канзас                     | Канзас                      | Канзас-Сіті                | Мапа |
| 10                | Колорадо                   | Колорадо                    | Денвер                     | Мапа |
| 10                | Нью-Мексико                | Нью-Мексико                 | Альбукерке                 | Мапа |
| 10                | Оклахома                   | Північна Оклахома           | Талса                      | Мапа |
| 10                | Оклахома                   | Східна Оклахома             | Мескогі                    | Мапа |
| 10                | Оклахома                   | Західна Оклахома            | Оклахома-Сіті              | Мапа |
| 10                | Юта                        | Юта                         | Солт-Лейк-Сіті             | Мапа |
| 11                | Алабама                    | Північна Алабама            | Бірмінгем                  | Мапа |
| 11                | Алабама                    | Середня Алабама             | Монтгомері                 | Мапа |
| 11                | Алабама                    | Південна Алабама            | Мобіл                      | Мапа |
| 11                | Джорджія                   | Північна Джорджія           | Атланта                    | Мапа |
| 11                | Джорджія                   | Середня Джорджія            | Мейкон                     | Мапа |
| 11                | Джорджія                   | Південна Джорджія           | Саванна                    | Мапа |
| 11                | Флорида                    | Північна Флорида            | Таллахассі                 | Мапа |
| 11                | Флорида                    | Середня Флорида             | Орландо                    | Мапа |
| 11                | Флорида                    | Південна Флорида            | Маямі                      | Мапа |
| D.C.              | Федеральний округ Колумбія | Федеральний округ Колумбія  | Вашингтон                  | Мапа |